# Борисково (Казань)
Борисково (Борискова, тат. Борисково, Boriskovo, тат. Барискин/Бәрискин, Bariskin/Bäriskin) — посёлок (жилой массив) в Приволжском районе Казани.

## География
Борисково расположено в центральной части Приволжского района на озере Верхний Кабан; также через посёлок протекает Монастырская протока, соединяющая озеро Средний Кабан с протокой Подувалье.

## История
Упоминается в Писцовой книге Казанского уезда 1566-1568 годов, как деревня Борисова на озерке на третьем Кабане, принадлежавшая Спасо-Преображенскому монастырю.
Четвёртая ревизия 1781 года выявила в деревне 91 ревизскую душу экономических крестьян.
До революции 1917 года деревня относилась к приходу села Девликеево Воскресенской волости. Деревня имела земельный надел площадью 1462 десятины (15,97 км²); кроме сельского хозяйства жители деревни занимались горшечным, шорным, мукомольным промыслами, пчеловодством, уходили на заработки в города; по состоянию на 1885 год в Борисково имелись 2 мелочные лавки, 5 горшечных заведений, 1 питейное заведение и 2 ветряные мельницы.
В 1885 году в Борискове была открыта земская школа; на 1905 год в ней обучались 36 мальчиков и 35 девочек. В 1911-1912 годах на средства купца Павла Щетинкина для школы было построено новое каменное здание.
Во время Гражданской войны деревня неоднократно переходила из рук в руки. 6 августа 1918 года Народная Армия КомУча заняла деревни заняла Борисково; под контроль красных же деревня перешла к 13 сентября 1918 года.
С середины XIX века до 1927 года деревня Борисково входила в Воскресенскую волость Казанского уезда Казанской губернии (с 1920 года — Арского кантона Татарской АССР). После введения районного деления в Татарской АССР в составе Воскресенского (Казанского пригородного) района Татарской АССР. В 1934 году присоединена к Сталинскому району Казани. В 1942-1956 годах – в составе Свердловского района, с 1956 года – в составе Приволжского района. В середине 1950-х годов в Борисково были переселены жители местностей, попавших в зону затопления при строительстве Куйбышевского водохранилища.
В 1963 году Борисково было связано прямым трамвайным сообщением (маршруты № 3 и № 8) с центром Казани.

## Население
| 1859 | 1897 | 1927 |
| ---- | ---- | ---- |
| 467  | ↗762 | ↗973 |

## Улицы

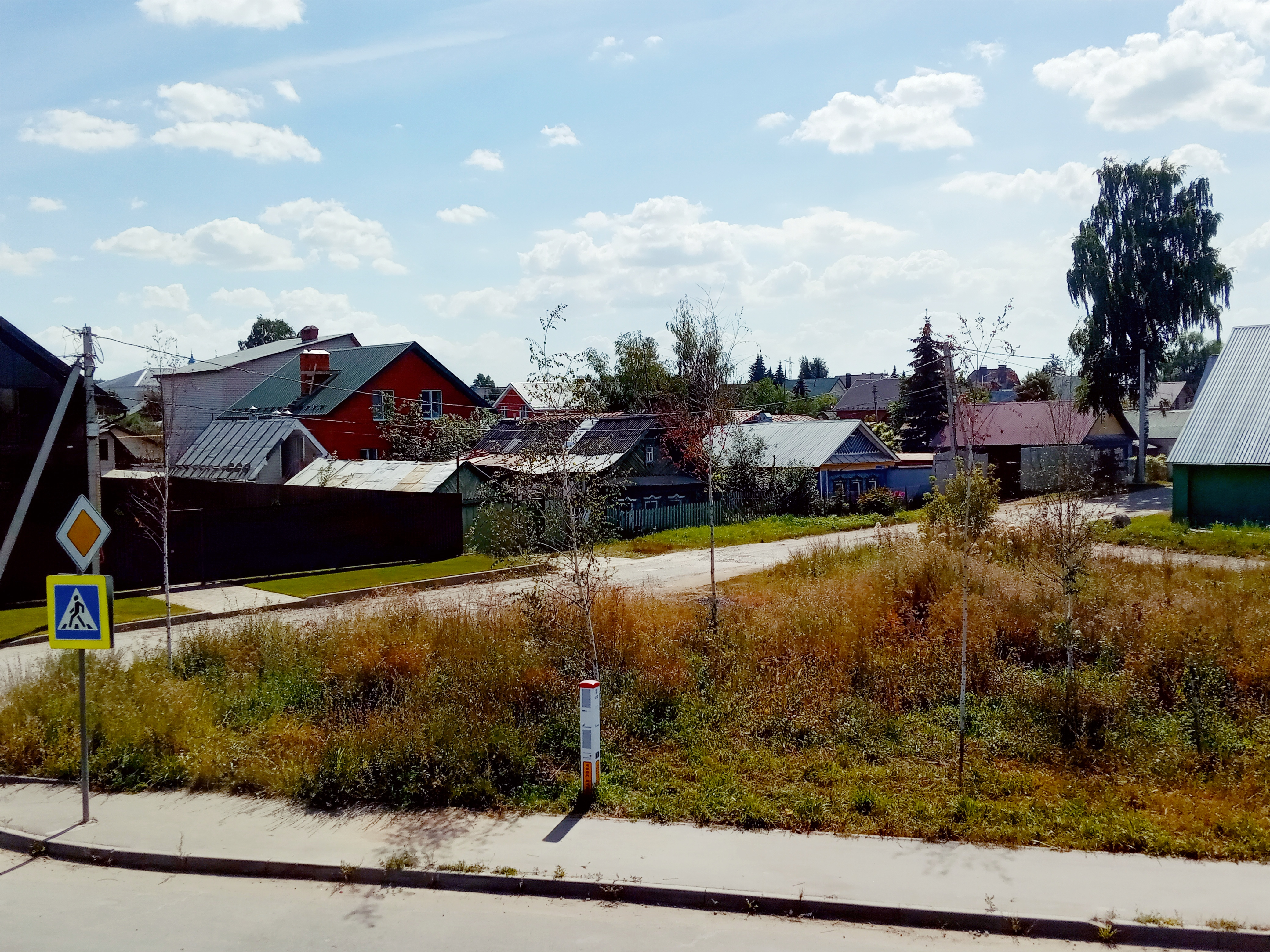
Улица Запорожская в посёлке Борисково

- Адмирала Ушакова (бывшая 13-я Проектная, переименована решением горисполкома №755 от 1 ноября 1953 года). Названа в честь Фёдора Ушакова (1744-1817), русского флотоводца, командующего Черноморским флотом.[14] Начинаясь от переулка Якты Юл, пересекает Дудинскую улицу и заканчивается пересечением с Бодрой улицей.
- Башкирская (бывшая 14-я Проектная, переименована решением горисполкома №413 от 14 июня 1961 года). Название от имени соседней республики Башкортостан[14] (в то время – Башкирская АССР). Начинаясь от перекрёстка с Землемерной и Нижнекамской улицами, пересекает Техническую улицу и заканчивается у железнодорожной ветки в аэропорт «Казань».
- Белорусская (бывшая 6-я Проектная, переименована решением горисполкома №314 от 14 июня 1961 года). Название от имени республики Беларусь[14] (в то время – Белорусская ССР). Начинаясь от улицы Докучаева, пересекает Запорожскую и Горийскую улицы и заканчивается пересечением с Охотничьей улицей.
- Бодрая (бывшая 9-я Проектная, переименована решением горисполкома №755 от 1 ноября 1953 года).[15] Начинаясь от 2-й Елабужской улицы, пересекает 1-ю Елабужскую улицу и заканчивается пересечением с улицей Адмирала Ушакова.
- Борисковская – самая старая улица посёлка.[16] Начинаясь от безымянного проезда у 33-го военного городка, пересекает улицу Тульскую, магистраль 100-летия ТАССР, Задне-Борисковскую улицу, переулок Якты Юл, улицы Дудинскую, Пожарную, Дальне-Кабанную после пересечения с Давликеевской улицей переходит в неё же.
- Витебская (бывшая 4-я Проектная, переименована решением горисполкома №413 от 14 июня 1961 года). Название от города Витебска[14] (на тот момент – областного центра в Белорусской ССР). Начинаясь от улицы Докучаева, пересекает Запорожскую и Горийскую улицы и заканчивается пересечением с Охотничьей улицей.
- Глазунова – названа в честь композитора Александра Глазунова (1865-1936). Начинаясь от безымянного проезда, ведущего от улицы Варганова к Монастырской протоке, пересекает улицы Айни Садретдинова, Тульскую, Десятдворную, Лодейную и заканчивается пересечинем с Тихорецкой улицей.
- Горийская (бывшая 1-я Проектная, переименована решением горисполкома №755 от 1 ноября 1953 года).[15] Названа в честь города Гори – родины Иосифа Сталина. Начинаясь от безымянного проезда у 33-го военного городка, пересекает улицы Витебскую, Красноводскую, Белорусскую, Канскую, Дегтярёва, Полонную, Тульскую, затем прерывается магистралью 100-летия ТАССР; продолжается от пересечения с Елабужской улицей, пересекает Дудинскую улицу и заканчивает перекрёстом с улицей Пожарная.
- Давликеевская – начинась от пересечения с Фермским шоссе, пересекает Борисковскую улицу и заканчивется у дома №123 по Давликеевской улице.
- Дальне-Кабанная (бывшая Высокая, переименована в конце 1930-х).[17] Начинаясь от Борисковской улицы, заканчивается у пустыря.
- Дегтярева – названа в честь советского конструктора оружия Василия Дегтярёва (1880-1949).[14] Начинаясь от улицы Докучаева, пересекает Запорожскую и Горийскую улицы и заканчивается пересечением с Охотничьей улицей.
- Десятидворная  – начинаясь от трамвайного кольца, пересекается с улицей Глазунова и заканчивается перекрёстком с Прибрежной улицей.
- Докучаева (бывшая 2-я Проектная, переименована решением горисполкома №755 от 1 ноября 1953 года).[15] Названа в честь почвоведа Василия Докучаева (1846-1903).[14] Начинаясь от безымянного проезда у 33-го военного городка, пересекает улицы Витебскую, Красноводскую, Белорусскую, Канскую, Дегтярёва и заканчивается перекрёстком с Полонной улицей.
- Дудинская (названа решением горисполкома №794 от 24 декабря 1962 года).[15] Название от города Дудинки[14] (на тот момент – центра Таймырского (Долгано-Ненецкого) национального округа). Начинаясь от Борисковской улицы, пересекает улицу Адмирала Ушакова, две Елабужские улицы, а также Запорожскую, Горийскую и Цветочную улицы; заканчивается перекрёстком с Левоприбрежной улицей.
- Елабужская 1-я – названа в честь города Елабуга – одного из райцентров Татарстана.[14] Начинаясь от безымянного проезда около магистрали 100-летия ТАССР, пересекает переулок Якты Юл, Дудинскую улицу и заканчивается перекрёстком с Бодрой улицей.
- Елабужская 2-я – начинаясь от безымянного проезда около магистрали 100-летия ТАССР, пересекает Дудинскую улицу и заканчивается перекрёстком с Бодрой улицей.
- Задне-Борисковская  – начинаясь недалеко от магистрали 100-летия ТАССР, заканчивается перекрёстком с Борисковской улицей.
- Запорожская (бывшая 1-я Проектная, переименована решением горисполкома №413 от 14 июня 1961 года). Название от города Запорожье[14] (на тот момент – областного центра в Украинской ССР). Начинаясь от Витебской улицы, пересекает улицы Красноводскую, Белорусскую, Канскую, Дегтярёва, Полонную, Тульскую, затем прерывается магистралью 100-летия ТАССР; продолжается от пересечения с безымянным проездм южнее вышеназванной магистрали, пересекает Дудинскую улицу и заканчивается перекрёстом с улицей Пожарная. Дома №№ 24/21, 32 — жилые дома завода «Лесхозмаш» (снесены).[18]
- Землемерная (бывшая Озёрная, переименована решением горисполкома №328 от 23 апреля 1958 года).[14] Начинаясь от безымянного проезда южнее Тихорецкой улицы, заканчивается пересечением с Башкирской и Нижнекамской улицами.
- Землемерная 2-я  – начинаясь от Технической улицы, пересекает Локомотивную, Люблинскую и заканчивается пересечением с Люблинской улицей.
- Канская – названа в честь города Канск в Красноярском крае.[14] Начинаясь от улицы Докучаева, заканчивается пересечением с Запорожской улицей.
- Красноводская (бывшая 5-я Проектная, переименована решением горисполкома №413 от 14 июня 1961 года). Название от города Красноводск[14] (ныне Туркменбаши, на тот момент – райцентр в Ашхабадской области Туркменской ССР). Начинаясь от улицы Докучаева, пересекает Запорожскую и Горийскую улицы и заканчивается пересечением с Охотничьей улицей.
- Лодейная
- Локомотивная
- Люблинская
- Нижнекамская
- Нижнекамская 2-я
- Охотничья
- Пожарная
- Полонная
- Прибрежная
- Семидворная
- Тихорецкая
- Тульская
- Цветочная
- Якты Юл переулок

## Известные уроженцы
- Белецкий, Александр Иванович (1884–1961) — украинский и советский литературовед, академик АН УССР (1939) и АН СССР (1958).